# Pablo de Escandón y Barrón
José Pablo Eustaquio Manuel Francisco Escandón y Barrón (Ciutat de Mèxic, 4 de maig de 1856 – Ciutat de Mèxic, 31 de març de 1926) va ser un jugador de polo mexicà.
El 1900 va prendre part en els Jocs Olímpics de París, on guanyà la medalla de bronze en la competició de polo com a integrant de l'equip nacional mexicà, la primera que aconseguia Mèxic en uns Jocs Olímpics. En aquest equip també hi competien els seus germans Eustaquio i Manuel i Guillermo Hayden Wright.